# Chloridolum nigroscutellatum
Chloridolum nigroscutellatum là một loài bọ cánh cứng trong họ Cerambycidae.